# Andres Diamond
Andres Diamond, pseudonimo di Andrea Redaelli (Monza, 28 giugno 1986), è un wrestler, disc jockey ed ex telecronista italiano.

## Carriera

### Wrestler
Nel febbraio del 2005 ha iniziato la sua carriera nel mondo del wrestling, combattendo principalmente nella Italian Championship Wrestling; in ICW ha detenuto due volte l'Italian Heavyweight Championship, tre volte l'Interregional Championship ed una volta l'Italian Tag Team Championship.

### Disc jockey
Nell'ottobre del 2004, all'età di diciotto anni, ha iniziato la sua attività da disc jockey in alcuni locali della Brianza.
Nel luglio del 2011 ha pubblicato il suo primo singolo, Don't Keep Me Waiting, che ha ottenuto grande risalto mediatico in molti programmi radiofonici italiani.

### Telecronista
Dall'aprile del 2014 al giugno del 2020 è stato uno dei cinque telecronisti italiani della WWE su Sky Sport; gli altri quattro erano Michele Posa, Luca Franchini, Salvatore Torrisi e Paolo Mariani.

## Discografia

### Singoli
- Don't Keep Me Waiting (2011)
- The Man I Love The Most (2012)
- Reach The Sun (2012)
- Swocera (2013)
- Is It Love (2014)
- What I Think (2017)

### Remix
- Presti - Come In (2010)
- Erick Violi - La Linda (2011)
- Pink Is Punk - My Ferrari (2011)
- Tucillo - La bambola (2011)
- Phil Jay - I Love U (2011)
- Zucchero - Vedo nero (2011)
- Ive - Sunlight (2011)
- Casino Royale - Io e la mia ombra (2012)
- Les Trashick - EMO (2012)
- Smashing Groovers - Hasta Manana (2012)
- Shorty - Woman's Power (2012)
- Aron - Don't Give Up (2012)
- Erick Violi - Burning (2012)
- Gius - Hard Asia (2012)
- Savva - Bad Deeds (2012)
- Lisandro - Nitro (2012)
- Dave Elle - Magic (2012)

## Personaggio

### Mosse finali
- Frog splash

### Soprannomi
- "Diamond of the Ring"
- "Jewel of Italian Wrestling"

### Musiche di ingresso
- You Spin Me Round dei Dead or Alive
- The Avengers di Alan Silvestri

## Titoli e riconoscimenti
- Bologna Wrestling Team
  - BWT Heavyweight Championship (1)
- Italian Championship Wrestling
  - ICW Italian Heavyweight Championship (2)
  - ICW Interregional Championship (3)
  - ICW Italian Tag Team Championship (1) – con Ace
- Milan Wrestling Federation
  - MWF Heavyweight Championship (1)
- Swiss Championship Wrestling
  - SCW Tag Team Championship (1) – con Kobra